# Marija Vasiljevna Semjonova
Marija Vasiljevna Semjonova [maríja vasíljevna semjónova] (rusko Мария Васильевна Семёнова), ruska pisateljica in prevajalka, * 1. november 1958, Leningrad.
Semjonova ustvarja na področju fantazije. Je avtorica zgodovinskih del za mladino, znanstveno-popularne zgodovinske enciklopedije Mi - Slovani! (Мы — славяне!). Velja za eno od ustanoviteljev »slovanske fantazije«. Piše tudi detektivske romane. Prav tako prevaja književna dela.

## Življenje
Rodila se je v družini znanstvenikov. Leta 1982 je diplomirala na Državni univerzi letalske in vesoljske strojegradnje (LIAP) v Sankt Peterburgu s področja računalništva. Pisati je začela leta 1986 v otroških revijah z zgodovinskimi pripovedkami in povestmi za otroke. V letu 1989 je pri založbi Detskaja literatura izšla knjiga Labodi letijo proč (Лебеди улетают). Posebej za to delo se je, da bi verodostojno opisala prizorišče boja z golimi pestmi, nekaj let resno ukvarjala z borilnimi veščinami. Leta 1992 je pri založbi Lenizdat izšlo delo Pelko in volkovi (Пелко и волки).
Pri založbi Azbuka je leta 1995 izšel njen fantazijski roman Volčjak (Волкодав), ki je dosegel velik uspeh. Po izidu romana je izšlo še šest knjig, katerih prizorišča se dogajajo v istem svetu.
V letu 2005 je prejela nagrado Aelita.

## Dela
- Hromi kovač (Хромой кузнец) (1980),
- Labodi letijo proč (Лебеди улетают) (1989),
- Pelko in volkovi (Пелко и волки) (1992),
- Volčjak (Волкодав) (1995),
- Valkira (Валькирия) (1995),
- Labodja cesta (Лебединая дорога) (1996),
- Dva kralja (Два короля) (1996),
- Vikingi (Викинги) (1996),
- Dvoboj z zmajem (Поединок со змеем) (1996),
- Volčjak. Pravica do dvoboja (Волкодав. Право на поединок) (1997),
- Mi - Slovani! (Мы — славяне!) (1997),
- Ta isti in Skunk (Те же и Скунс) (1997), skupaj z E. Milkovo in V. Voskobojnikovom,
- Meč mrtvih (Меч мёртвых) (1998), skupaj z A. Konstantinovom,
- Ta isti in Skunk - 2 (Те же и Скунс — 2) (1999), skupaj z V. Voskobojnikovom in F. Razumovskim,
- Volčjak. Kamen tradicije (Волкодав. Истовик-камень) (2000),
- Kudejar. Škrlatna cvetka (Кудеяр. Аленький цветочек) (2001), skupaj s F. Razumovskim,
- Volčjak. Znamenje poti (Волкодав. Знамение пути) (2003),
- Volčjak. Gore barvastih dragih kamnov (Волкодав. Самоцветные горы) (2003),
- Kudejar. Babilonski stolp (Кудеяр. Вавилонская башня) (2006),
- Tam, kjer ne raste gozd (Там, где лес не растет) (2007),
- Modrosivi volk (Бусый волк) (2007), skupaj z Dimitrijem Tadejevom,
- Kockica iz rdeče plastične mase (Кубик из красной пластмассы) (2008), zbornik stihov.